# La Esmeralda (ópera)
La Esmeralda es una grand opéra en cuatro actos con música de Louise Bertin y libreto en francés de Victor Hugo, que lo adaptó de su novela Nuestra Señora de París (El jorobado de Notre Dame). La ópera se estrenó en el Théâtre de l'Académie Royale de Musique en París el 14 de noviembre de 1836 con Cornélie Falcon en el rol titular. A pesar de la lujosa producción, el estreno fue un fracaso, y La Esmeralda acabó siendo la última ópera compuesta por Bertin, aunque ella vivió durante otros cuarenta años.
Aunque muchas de las obras teatrales y novelas de Victor Hugo fueron posteriormente adaptadas como óperas (por ejemplo, Hernani, Ruy Blas, Le roi s'amuse, Angelo, tyran de Padoue, Marie Tudor, y Lucrèce Borgia), La Esmeralda fue el primer y único libreto que él escribió en directa colaboración con el compositor. Poco después de escribir Nuestra Señora de París en 1830, Hugo empezó a esbozar una adaptación operística. El éxito de la novela atrajo muchas ofertas de compositores ansiosos de transformarla en ópera, incluyendo a Meyerbeer y Berlioz. Declinó tales ofertas, pero según la esposa de Hugo, cambió de idea por amistad hacia la familia Bertin.
Esta ópera es muy poco representada; en las estadísticas de Operabase aparece con solo una representación en el período 2005-2010, siendo la primera y única de Louise Bertin. Una representación de concierto usando la partitura orquestal integral se ofreció el 23 de julio de 2008 en la Opéra Berlioz de Montpellier como parte del Festival de Radio France et Montpellier y más tarde lanzada en cedé.